# Скарлит Скандал
Скарлит Скандал (англ. Scarlit Scandal; род. 27 апреля 1999 года в Форт-Пирсе, Флорида, США) — американская порноактриса. Лауреат премии AVN Awards в категории «Лучшая новая старлетка» (2021).

## Карьера
Выросла в Уэст-Палм-Биче, штат Флорида. Пришла в индустрию для взрослых в начале марта 2019 года в возрасте 19 лет. Её дебютом в порно стала сцена для ныне нефункционирующего сайта GirlsDoPorn. Позднее связалась с Дэйвом Роком, владельцем агентства талантов Motley Models. После заключения контракта снялась под руководством режиссёра Майка Квазара для студии Diabolic Video в своей первой профессиональной порносцене. Также снялась в ню-фотосессиях для сайта Playboy Plus.
Снимается для студий Bang Bros, Brazzers, Deeper, Evil Angel, Girlfriends Films, Reality Kings, TeamSkeet, Vixen и многих других в сценах мастурбации, традиционного и лесбийского секса. В августе 2023 года Скарлит снялась для студии Brazzers в первой за свою карьеру сцене анального секса.
К 37-й церемонии награждения AVN Awards, которая прошла в январе 2020 года, Скарлит была объявлена одной из двух Trophy Girls.
В конце октября 2020 года избрана «ангелом» студии Vixen. В марте 2021 года была названа канадским порносайтом Twistys как Treat of the Month. Через месяц была избрана «Вишенкой апреля» Cherry Pimps.
На 19-й церемонии награждения XBIZ Award, которая была проведена онлайн 14 января 2021 года, Скарлит одержала победу в двух из трёх категориях, в которых была номинирована: «Лучший новый исполнитель» и «Лучшая сцена секса — эротика». В этом же месяце Скарлит стала лауреатом AVN Awards в трёх категориях, в том числе «Лучшая новая старлетка». В январе 2022 года выиграла премию XBIZ Award в категории «Лучшая сцена секса — только девушки».
Согласно базе данным IAFD на конец августа 2023 года, Скарлит снялась в более чем 270 порнофильмах и сценах.

## Награды и номинации
| Год  | Награда          | Результат | Категория | Фильм                                             |
| ---- | ---------------- | --------- | --- | ------------------------------------------------- |
| 2020 | AVN Award        | Номинация | Награда поклонников: самый горячий новичок | н/д                                               |
| 2020 | Pornhub Award    | Номинация | Девушка, которой нравятся девушки — лучшая лесбийская исполнительница | н/д                                               |
| 2020 | Pornhub Award    | Номинация | Любимый новичок (награда поклонников) | н/д                                               |
| 2021 | AVN Award        | Номинация | Лучшая карантинная сцена секса (вместе с Джейком Адамсом) | Quarantine Got Her Horny                          |
| 2021 | AVN Award        | Номинация | Лучшая лесбийская сцена (вместе с Алекс Блейк) | LesbianX Homemade — Scarlit Scandal & Alex Blake  |
| 2021 | AVN Award        | Победа    | Лучшая новая старлетка | н/д                                               |
| 2021 | AVN Award        | Номинация | Лучшая сцена секса парень/девушка (вместе с Деймоном Дайсом) | One Last Chance (из Infidelity & Indiscretions)   |
| 2021 | AVN Award        | Победа    | Лучшая сцена триолизма (Д/Д/П) (вместе с Джианной Диор и Робом Пайпером) | Muse                                              |
| 2021 | AVN Award        | Победа    | Мейнстрим-предприятие года (вместе с Айви Вульф, Алиной Лопес, Арианой Мари, Вики Чейз, Габби Картер, Кирой Нуар, Мией Малковой, Мией Мелано, Нией Наччи, Серай Минкс, Сесилией Лайон, Скин Даймонд, Эйвери Кристи, Эми Майли и Эмили Уиллис) | Still Be Friends/Moana (музыкальные видео G-Eazy) |
| 2021 | AVN Award        | Номинация | Награда поклонников: самая эпическая задница | н/д                                               |
| 2021 | AVN Award        | Номинация | Награда поклонников: социальная медиазвезда | н/д                                               |
| 2021 | Fleshbot Award   | Номинация | Лучшая женщина с полным набором услуг | н/д                                               |
| 2021 | Fleshbot Award   | Победа    | Лучшая лесбийская исполнительница | н/д                                               |
| 2021 | Fleshbot Award   | Номинация | Лучшее присутствие на фан-сайте | н/д                                               |
| 2021 | Inked Award      | Номинация | Старлетка года | н/д                                               |
| 2021 | Inked Award      | Номинация | Сцена года (вместе с Деймоном Дайсом) | One Last Chance                                   |
| 2021 | XBIZ Award       | Номинация | Лучшая сцена секса — полнометражный фильм (вместе с Джианной Диор и Робом Пайпером) | Muse                                              |
| 2021 | XBIZ Award       | Победа    | Лучшая сцена секса — эротика (вместе с Райаном Маклейном) | Obsessed                                          |
| 2021 | XBIZ Award       | Победа    | Лучший новый исполнитель | н/д                                               |
| 2021 | XCritic Award    | Номинация | Лучшая лесбийская сцена (вместе с Алексис Тэй и Афтен Опал) | A 50/50 Split                                     |
| 2021 | XRCO Award       | Номинация | Новая старлетка года | н/д                                               |
| 2022 | AVN Award        | Номинация | Исполнительница года | н/д                                               |
| 2022 | AVN Award        | Номинация | Лучшая лесбийская групповая сцена (вместе с Дезри Дульче и Деми Сутрой) | What Friends Are For: Episode 6                   |
| 2022 | AVN Award        | Номинация | Лучшая лесбийская сцена (вместе с Эвелин Клэр) | The Lesbian Study Pt. 1                           |
| 2022 | AVN Award        | Победа    | Лучшая сцена секса вчетвером/оргии (вместе с Дестини Крус, Лулу Чу, Марикой Хейз, Моной Уэйлс и Оливером Флинном) | Chaired                                           |
| 2022 | AVN Award        | Номинация | Лучшая сцена секса парень/девушка (вместе с Джексом Слейхером) | Slayher Spanks Scarlit (из Black Beauties 3)      |
| 2022 | NightMoves Award | Номинация | Лучшая актриса | н/д                                               |
| 2022 | Urban X Award    | Номинация | Порнозвезда года | н/д                                               |
| 2022 | XBIZ Award       | Номинация | Исполнительница года | н/д                                               |
| 2022 | XBIZ Award       | Номинация | Лесбийская исполнительница года | н/д                                               |
| 2022 | XBIZ Award       | Номинация | Лучшая сцена секса — виньетка (вместе с Тайлером Никсоном) | Behind the Gates of Onyx Ridge Estates            |
| 2022 | XBIZ Award       | Номинация | Лучшая сцена секса — полнометражный фильм (вместе с Джейком Адамсом) | Future Darkly: Pandemic                           |
| 2022 | XBIZ Award       | Номинация | Лучшая сцена секса — только девушки (вместе с Алиной Али) | Influenced                                        |
| 2022 | XBIZ Award       | Победа    | Лучшая сцена секса — только девушки (вместе с Аной Фокс) | Sweet Sweet Sally Mae                             |
| 2022 | XBIZ Award       | Номинация | Лучшая сцена секса — только девушки (вместе с Кенной Джеймс и Скарлетт Сэйдж) | Written in the Stars                              |
| 2022 | XRCO Award       | Номинация | Оргазмическая оралистка года | н/д                                               |
| 2023 | AVN Award        | Номинация | Лучшая лесбийская групповая сцена (вместе с Кайли Рокет и Спенсер Брэдли) | Naked Challenge                                   |
| 2023 | AVN Award        | Номинация | Лучшая сцена секса мужчина/женщина (вместе с Мануэлем Феррарой) | Delicates (из If It Feels Good 3)                 |
| 2023 | AVN Award        | Номинация | Лучшая сцена триолизма (Ж/Ж/М) (вместе с Кайли Рокет и Рики Джонсоном) | Threesome of the Year (из Threesome Room)         |
| 2023 | Fleshbot Award   | Номинация | Исполнительница года | н/д                                               |
| 2023 | XBIZ Award       | Номинация | Лесбийская исполнительница года | н/д                                               |
| 2023 | XBIZ Award       | Номинация | Лучшая сцена секса — виньетка (вместе с Мануэлем Феррарой) | If It Feels Good                                  |
| 2024 | AVN Award        | Номинация | Лучшая анальная сцена (вместе с Крисом Скандалом) | Love in Porn — Part 2: Scarlit’s First Anal       |
| 2024 | AVN Award        | Номинация | Лучшая сцена секса парень/девушка (вместе с Оливером Флинном) | One More Time (из Infidelity & Indiscretions 2)   |
| 2024 | AVN Award        | Номинация | Лучшая сцена триолизма (вместе с Миком Блу и Мэдди Мэй) | VR Slut Cheats With the Lawn Guy                  |
| 2024 | XBIZ Award       | Номинация | Лучшая сцена секса — виртуальная реальность (вместе с Райаном Дриллером) | A Day of Fright                                   |
| 2024 | XBIZ Award       | Номинация | Лучшая сцена секса — первое за карьеру выступление (вместе с Крисом Скандалом) | Love in Porn Part 1: The Scandals                 |
| 2025 | AVN Award        | Номинация | Лучшая лесбийская сцена (вместе с Шанель Камрин) | Serviced in Her Room (из When Girls Play 50)      |

## Избранная фильмография
- 2019 — Barely Legal 172: My First Sex Tape
- 2019 — Booty Jackin’ 7
- 2019 — Family Holiday 3[35]
- 2019 — Sex Obsessed
- 2020 — Brown Sugar Babe 3
- 2020 — Lesbian Sex 22
- 2020 — Manuel Ferrara’s Ripe 9
- 2020 — Muse[36]
- 2020 — Nympho 15
- 2020 — Obsessed[37]
- 2020 — Special Dark 4
- 2020 — Swallowed 40